# محمية المحيط الحيوي لواحات الجنوب المغربي
قالب:صندوق معلومات محمية طبيعية

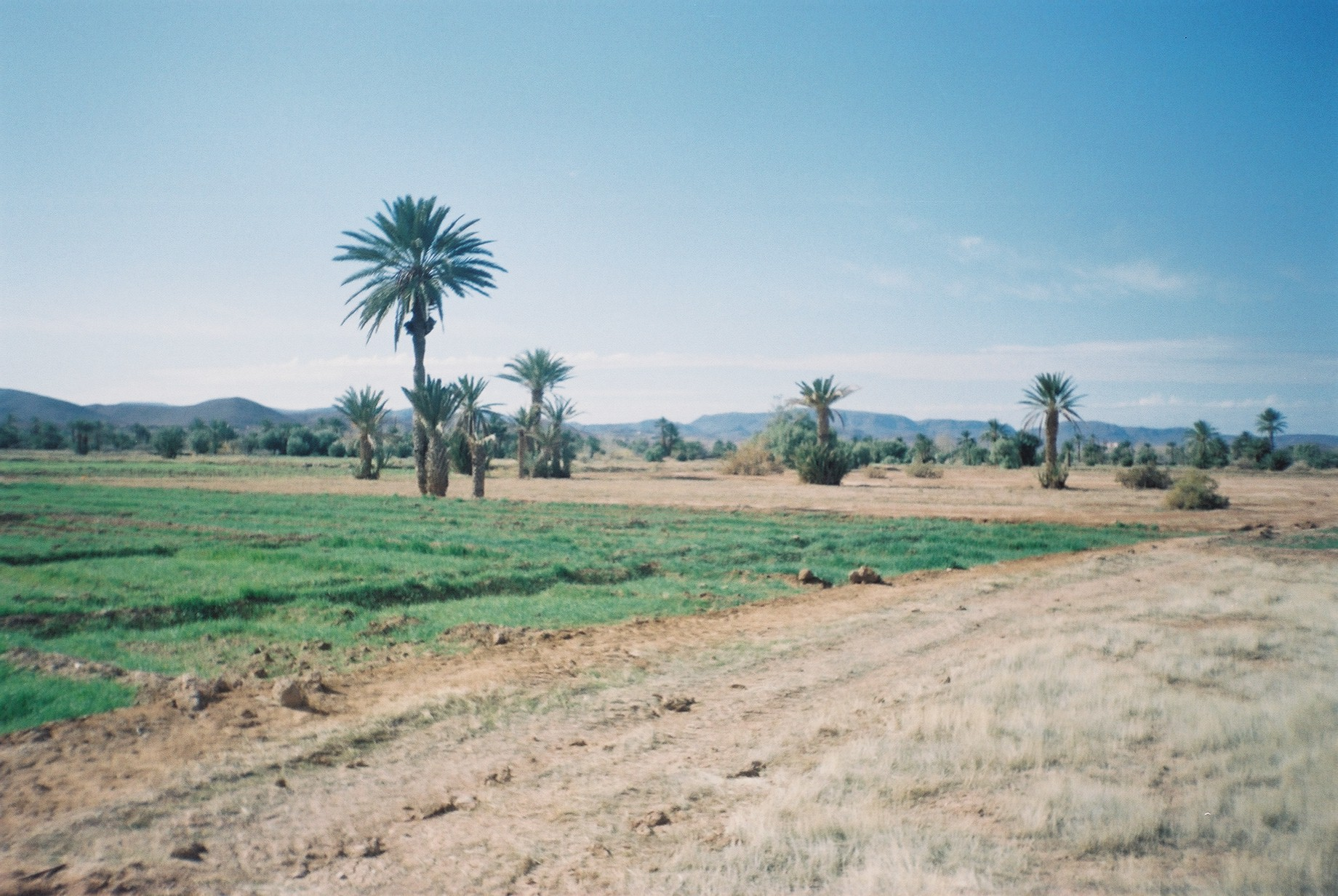
وادي نهر درعة بالقرب من ورزازات، المغرب

محمية واحات جنوب المغرب (بالفرنسية: Réserve de biosphère des oasis du Sud marocain) هي محمية للمحيط الحيوي، تقع جنوب شرق المغرب بجهة درعة تافيلالت. وتمتد على طول ثلاث اقاليم هي الرشيدية، ورزازات وزاكورة، على مساحة تقدر بـ 7,2 مليون هكتارا وتشكل حوالي 11% من مجموع التراب الوطني.
وقد تم الإعلان عنها رسميا كمنطقة محمية للمحيط الحيوي من طرف اليونسكو في سنة 2000.

## الراجع
1. ↑  "محميات المحيط الحيوي". www.eauxetforets.gov.ma. مؤرشف من الأصل في 2022-10-25. اطلع عليه بتاريخ 2022-10-25.
2. ↑  "المناطق المحمية في المغرب". www.environnement.gov.ma (بar-aa). Archived from the original on 2022-10-26. Retrieved 2022-10-25.{{استشهاد ويب}}:  صيانة الاستشهاد: لغة غير مدعومة (link)
3. ↑  https://plus.google.com/+UNESCO (26 Nov 2018). "Oasis du Sud Marocain Biosphere Reserve, Morocco". UNESCO (بالإنجليزية). Archived from the original on 2023-07-10. Retrieved 2022-10-25. {{استشهاد ويب}}: |الأخير= باسم عام (help) and روابط خارجية في |الأخير= (help)
4. ↑  جورنال، الملاحظ. "محميات المحيط الحيوي بالمغرب تتعزز بمحمية رابعة بعد مصادقة اليونسكو على مقترح للمندوبية السامية للمياه والغابات". الملاحظ جورنال. مؤرشف من الأصل في 2022-12-07. اطلع عليه بتاريخ 2022-10-25.

## وصلات خارجية
- الموقع الرسمي اليونسكو
- الموقع الرسمي للوكالة الوطنية للمياه واالغابات، المغرب